# 演色性指數

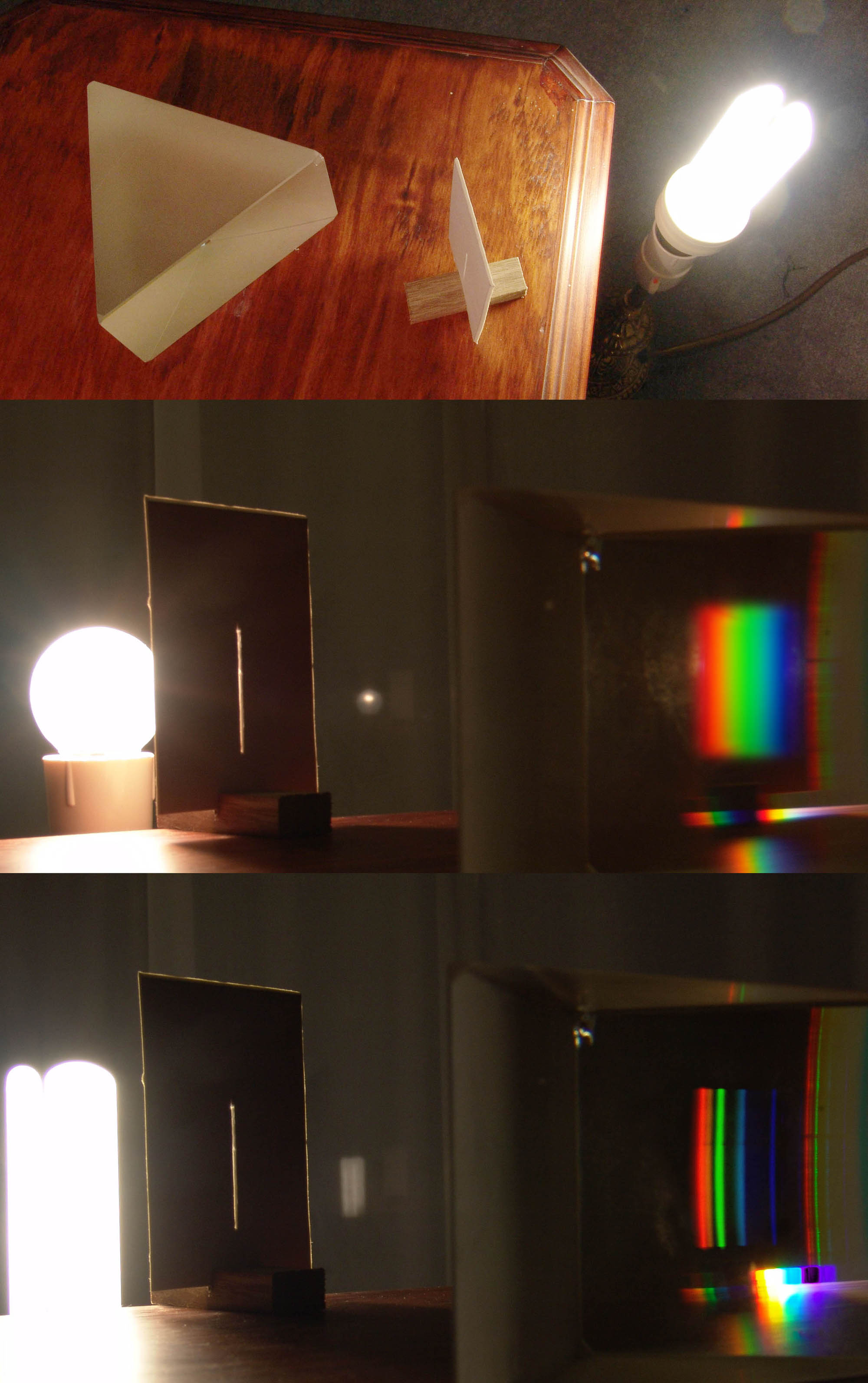
光源的演色性取决于其光谱。

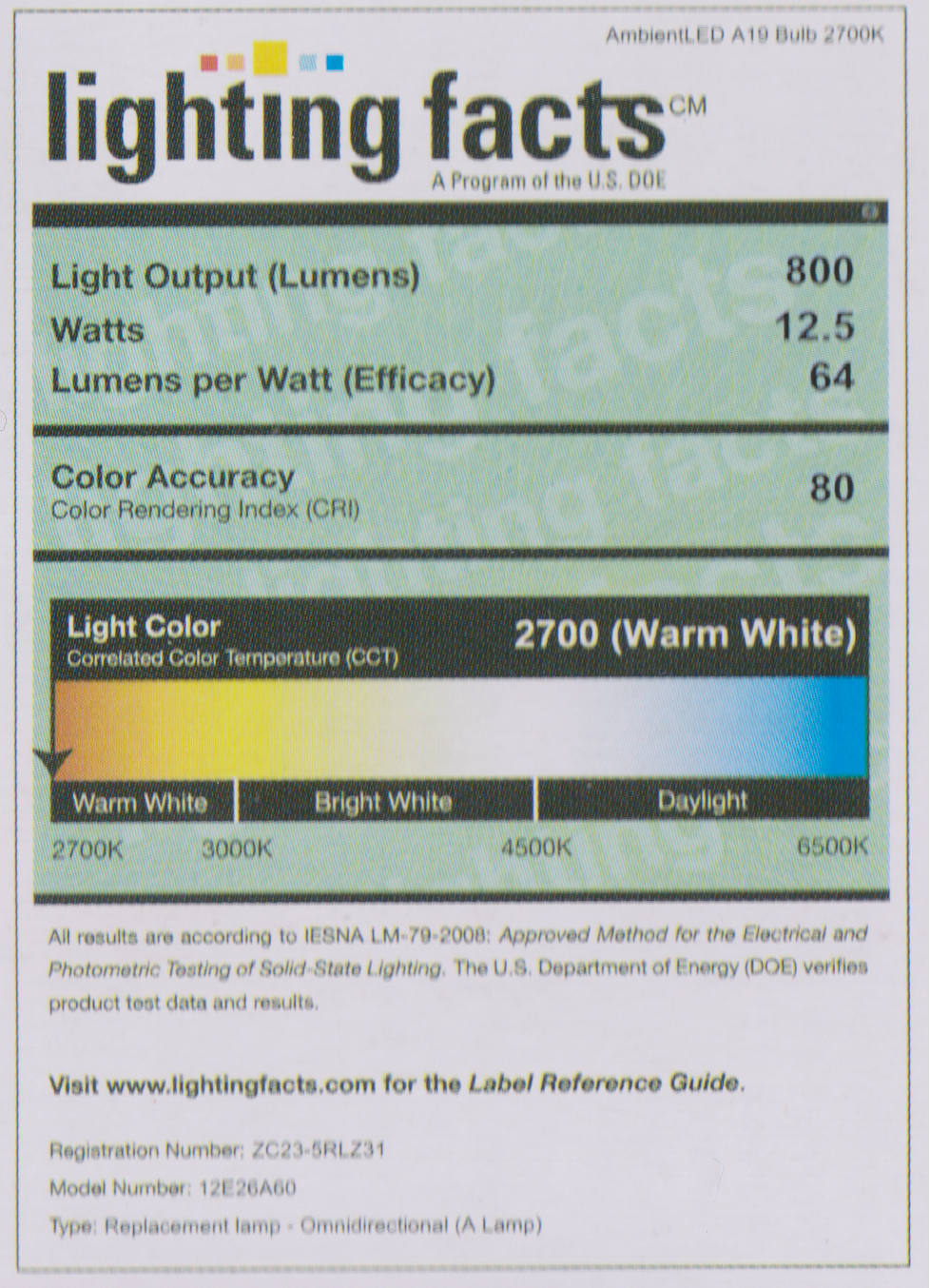
演色性分数如“色彩准确度”（Color accuracy）所示

演色性指數（英語：color rendering index; CRI），或叫做显色指数，是一种描述光源呈現真實物體顏色能力的量值。光源的演色性越高，其颜色表现就越接近理想光源或自然光。重视色彩表现的行业，如新生儿护理、摄影、电影摄影等，一般都偏爱CRI较高的光源。 國際照明委員會的定義如下：

演色性：光源對物體造成的顏色效果相較於參考光源的特性，由有意識的或無意識的观察得出。

一個光源的演色性指數，CRI不直接表示一個光源表現的顏色（顏色是與相關色溫有關）。演色性取决於光源的光譜。白熾燈有連續的光譜；螢光燈則是離散的線光譜，因此白熾燈擁有較高的演色性指數。
通常在照明商品上標示的"演色性指數"其實以CIE Ra來稱呼比較合適。"CRI"是比較廣義的說法，而CIE Ra則是國際標準演色性指數（英語：international standard color rendering index）。
理論上，CIE Ra上限為100，定義為標準化日光或者黑體（白熾燈是有效黑體）。有些光源會有負值，例如低壓鈉燈。螢光燈則分布在大約50（基本型）到98（複磷型）。典型的LED則有80以上，甚至有些製造商宣稱可以達到CRI 98。
CIE Ra在其預測外觀顏色的能力上備受質疑，因為量測方式是基於外觀顏色模型（英語：color appearance models，如CIECAM02，以及日光模擬器所用的 CIE 異色性指數）。 CRI在視覺評估上不是好的指標，特別是當色溫低於5000 開爾文 (K)。 一些新的標準，如 IES TM-30，解決了這些問題並逐漸取代專業光照設計中CRI的應用。 不過CRI仍然常用於家用照明產品的標示。